# Термесаду-Джибо
Термесаду-Джибо (на френски: Terméssadou-Djibo) е град и община в южна Гвинея, регион Нзерекоре, префектура Гекеду. Населението на общината през 2014 година е 29 727 души.